# Bearskin Lake, Thunder Bay
Bearskin Lake är en sjö i Kanada.   Den ligger i Thunder Bay District och provinsen Ontario, i den sydöstra delen av landet, 1 000 km nordväst om huvudstaden Ottawa. Bearskin Lake ligger 324 meter över havet. Arean är 0,64 kvadratkilometer. Den sträcker sig 1,0 kilometer i nord-sydlig riktning, och 1,6 kilometer i öst-västlig riktning.
I omgivningarna runt Bearskin Lake växer i huvudsak blandskog. Trakten runt Bearskin Lake är nära nog obefolkad, med mindre än två invånare per kvadratkilometer.